# Pittosporum undulatifolium
Pittosporum undulatifolium är en tvåhjärtbladig växtart som beskrevs av Chang och Yan. Pittosporum undulatifolium ingår i släktet Pittosporum och familjen Pittosporaceae. Inga underarter finns listade.